# Hyderabad (stato)
Lo Stato di Hyderabad (in urdu حیدر آباد) fu uno Stato principesco del subcontinente indiano, avente per capitale Hyderabad.

## Storia

### Agli albori dello stato
Un primo nucleo dello Stato dell'Hyderabad venne creato nel 1518, quando la famiglia araba dei Qutb Shahi prese il potere sull'area del Deccan col titolo di sultani di Golconda, rimanendo in carica sino al 1687, quando dovette subire l'invasione dell'impero Moghul, che eliminò ogni forma di governatorato indipendente per quasi quarant'anni.
L'Impero Moghul iniziò a indebolirsi nel XVIII secolo durante il regno del nipote di Aurangzeb, Muhammad Shah. Un ufficiale moghul, Asif Jah, riuscì a scalzare il locale governatore moghul impadronendosi del controllo della regione e dichiarandosi Nizam-al-Mulk di Hyderabad nel 1724, malgrado l'opposizione dell'imperatore moghul, che però non si trovava in condizioni tali da controbattere all'offensiva.
I Nizam furono grandi promotori dell'arte, della cultura e della letteratura islamica.

### Nel British Raj
Come la maggior parte degli stati indiani, anche l'Hyderabad entrò nel complesso del British Raj e, date la sua ricchezza e la sua considerevole estensione (212.000 chilometri quadrati), si guadagnò 21 colpi di salve come saluto ufficiale degli inglesi coloni in India. Ai regnanti venne garantito inoltre dal governo britannico il titolo di Sua Altezza Esaltata. I Nizam si occuparono prevalentemente dell'amministrazione interna fondando scuole, collegi e università che accrebbero l'élite del paese, oltre a impiantare grandi industrie produttive e ferrovie che portarono ben presto l'Hyderabad ad essere lo Stato più ricco d'India e uno dei più ricchi al mondo. Tra le principali aziende dello Stato vi erano la Singareni Collieries (1921), la Nizam Sugar Factory (1937), la Allwyn Metal Works (1942), la Praga Tools (1943), la Sirsilk (1946) e la Hyderabad Asbestos (1947).

### L'Hyderabad dopo il 1947
Quando l'India ottenne l'indipendenza dal dominio britannico nel 1947, gli inglesi lasciarono la scelta di rimanere indipendenti o unificarsi ai governanti locali. I razakars (il nome dei nobili dello Stato), erano intenzionati a mantenere l'indipendenza o al limite avrebbero ceduto per unirsi al Pakistan, data la vicinanza maggiore con la cultura islamica, anche se comunque questa ipotesi venne scartata in quanto lo Stato si trovava proprio in centro all'India e ne faceva parte a tutti gli effetti. L'intenzione rimase forte anche se il Pakistan era all'epoca governato dal governatore inglese lord Mountbatten. Il governo della Repubblica Indiana, pertanto, portò avanti la cosiddetta “Hyderabad Police Action” contro il Nizam dello Stato. Il nome in codice di “Operation Polo” portò le forze armate indiane a incorporare lo Stato dell'Hyderabad all'India con la forza e da allora esso segue i destini dello Stato indiano.

## Reggenti dell'Hyderabad

### Sultani di Golconda (1518-1687)
- Sultan Quli Qutbul Mulk (1518-1543)
- Jamsheed Quli Qutb Shah (1543-1550)
- Subhan Quli Qutb Shah (1550)
- Ibrahim Quli Qutb Shah (1550-1580)
- Muhammad Quli Qutb Shah (1580-1612)
- Muhammad Qutb Shah (1612-1626)
- Abdullah Qutb Shahi (1626-1672)
- Abul Hasan Tana Shah (1672-1687)

Golconda viene unito al Deccan e passa direttamente sotto il controllo dell'Imperatore Moghul

### Governatori del Deccan
- Qamar-ud-din (1713-1720)

### Nizam dell'Hyderabad (1720-1948)
- Qamar-ud-din Khan, Asaf Jah I (1720-1748)
- Mir Ahmed Ali Khan Siddiqi, Nizam-ud-Dowlah Nasir Jang (1748-1750)
- Nawab Hidayat Mohi-ud-din Sa'adu'llah Khan Bahadur, Muzaffar Jang (1750-1751)
- Nawab Syed Mohammed Khan Siddiqi, Amir ul Mulk, Salabat Jang (1751-1762)
- Nawab Mir Nizam Ali Khan Siddiqi Bahadur, Nizam ul Mulk, Asaf Jah II (1762-1803)
- Nawab Mir Akbar Ali Khan Sikandar Jah Siddiqi, Asaf Jah III (1803-1829)
- Nawab Mir Farkhonda Ali Khan Siddiqi Nasir-ud-Daulah, Asaf Jah IV (1829-1857)
- Nawab Mir Tahniat Ali Khan Siddiqi Afzal ud Daulah, Asaf Jah V (1857-1869)
- Fateh Jang Nawab Mir Mahboob Ali Khan Siddiqi, Asaf Jah VI (1869-1911)
- Fateh Jang Nawab Mir Osman Ali Khan Siddiqi, Asaf Jah VII (1911-1948)

Termine dell'esistenza dello stato principesco di Hyderabad

### Pretendenti al trono (1948-oggi)
- Fateh Jang Nawab Mir Osman Ali Khan Siddiqi, Asaf Jah VII (1948-1967)
- Barkat Ali Khan Mukarram Jah Asaf Jah VIII (1967 - oggi)